# Anthene liguroides
Anthene liguroides är en fjärilsart som beskrevs av Embrik Strand 1911. Anthene liguroides ingår i släktet Anthene och familjen juvelvingar. Inga underarter finns listade i Catalogue of Life.